# The Trail of the Lonesome Pine
The Trail of the Lonesome Pine er en amerikansk stumfilm fra 1916 af Cecil B. DeMille.

## Medvirkende
- Charlotte Walker som June Tolliver
- Thomas Meighan som Jack Hale
- Earle Foxe som Dave Tolliver
- Theodore Roberts som Judd Tolliver